# Allier (Alti Pirenei)
Allier è un comune francese di 387 abitanti situato nel dipartimento degli Alti Pirenei nella regione dell'Occitania.

## Società

### Evoluzione demografica
Abitanti censiti